# Кристал (Минесота)
Кристал (енгл. Crystal) град је у америчкој савезној држави Минесота.

## Демографија
По попису из 2010. године број становника је 22.151, што је 547 (-2,4%) становника мање него 2000. године.
| Група             | 2000.          | 2010.          |
| Белци             | 19.797 (87,2%) | 16.712 (75,4%) |
| Афроамериканци    | 953 (4,2%)     | 2.333 (10,5%)  |
| Азијати           | 780 (3,4%)     | 862 (3,9%)     |
| Хиспаноамериканци | 570 (2,5%)     | 1.436 (6,5%)   |
| Укупно            | 22.698         | 22.151         |